# Campeonato Asiático de Futsal 2012
El Campeonato Asiático de Futsal 2012 se celebró en Emiratos Árabes Unidos desde mayo 25 al 1 de junio de 2012. 16 países participaron en la 12 ª edición del torneo. También fue el evento de clasificatorio para la Copa Mundial de Fútbol Sala 2012 que se celebró en Tailandia.
En su primera reunión para el término 2011-2015 bajo la presidencia de Guam Richard Lai, el Comité de Fútbol Sala AFC decidió otorgar el campeonato a Emiratos Árabes Unidos.

## Equipos participantes
El sorteo para el torneo se celebró el 11 de marzo de 2012 en los Emiratos Árabes Unidos.
| Bombo 1                                      | Bombo 2                          | Bombo 3                                       | Bombo 4                                |
| -------------------------------------------- | -------------------------------- | --------------------------------------------- | -------------------------------------- |
| Emiratos Árabes Unidos Irán Uzbekistán Japón | China Tailandia Líbano Australia | Kirguistán Indonesia Tayikistán Corea del Sur | Turkmenistán China Taipéi Kuwait Catar |

## Fase de grupos

### Grupo A
| Equipo                 | Pts | PJ | PG | PE | PP | GF | GC | Dif |
| ---------------------- | --- | -- | -- | -- | -- | -- | -- | --- |
| Tailandia              | 9   | 3  | 3  | 0  | 0  | 11 | 3  | 8   |
| Kirguistán             | 6   | 3  | 2  | 0  | 1  | 5  | 4  | 1   |
| Emiratos Árabes Unidos | 3   | 3  | 1  | 0  | 2  | 6  | 8  | -2  |
| Turkmenistán           | 0   | 3  | 0  | 0  | 3  | 3  | 10 | -7  |

| 25 de mayo de 2012, 18:00 | Emiratos Árabes Unidos                  | 3:1' | Turkmenistán  | Al-Wasl Stadium, Dubái                                          |                                                                 |
|                           | Y. Mohamed 5' · Ibrahim 35' · Jamil 40' | [www.the-afc.com/en/futsal-schedule-a-results?fixtureid=6529&stageid=247&tMode=C&view=ajax&show=matchsummary Reporte] | M. Atayev 20' | Asistencia: 150 espectadores Árbitro(s): Alireza Sohrabi (Irán) | Asistencia: 150 espectadores Árbitro(s): Alireza Sohrabi (Irán) |

| 25 de mayo de 2012, 18:00 | Tailandia                     | 2:0' | Kirguistán | Al-Wasl Stadium, Dubái                                                 |                                                                        |
|                           | Chaemcharoen 33' · Ahamah 39' |      |            | Asistencia: 150 espectadores Árbitro(s): Kim Jang-Kwan (Corea del Sur) | Asistencia: 150 espectadores Árbitro(s): Kim Jang-Kwan (Corea del Sur) |

| 26 de mayo de 2012, 16:25 | Turkmenistán | 1:5' | Tailandia                                                       | Al-Wasl Stadium, Dubái                                              |                                                                     |
|                           | V. Atayev 4' |      | Chaemcharoen 3' 9' · Chaemcharoen 6' · Lekka 36' · Wongkaeo 39' | Asistencia: 3.481 espectadores Árbitro(s): Scott Kidson (Australia) | Asistencia: 3.481 espectadores Árbitro(s): Scott Kidson (Australia) |

| 26 de mayo de 2012, 20:00 | Kirguistán                                 | 3:1' | Emiratos Árabes Unidos | Al-Wasl Stadium, Dubái                                           |                                                                  |
|                           | Ermekov 22' · A. Abdulla 32' · Kanetov 35' |      | T. Abdulla 37'         | Asistencia: 150 espectadores Árbitro(s): Timo Onatsu (Finlandia) | Asistencia: 150 espectadores Árbitro(s): Timo Onatsu (Finlandia) |

| 27 de mayo de 2012, 18:00 | Emiratos Árabes Unidos | 2:4' | Tailandia                                                          | Al-Wasl Stadium, Dubái                                               |                                                                      |
|                           | Jamil 1' 40'           |      | Chaemcharoen 5' · Sornwichian 10' · Wongkaeo 17' · Thueanklang 38' | Asistencia: 250 espectadores Árbitro(s): Husein Khalaileh (Jordania) | Asistencia: 250 espectadores Árbitro(s): Husein Khalaileh (Jordania) |

| 27 de mayo de 2012, 18:00 | Kirguistán                     | 2:1' | Turkmenistán | Al-Shabab Stadium, Dubái                                        |                                                                 |
|                           | Djetybaev 15' · Kondratkov 17' |      | Rahimov 37'  | Asistencia: 150 espectadores Árbitro(s): Naoki Miyatani (Japón) | Asistencia: 150 espectadores Árbitro(s): Naoki Miyatani (Japón) |

### Grupo B
| Equipo       | Pts | PJ | PG | PE | PP | GF | GC | Dif |
| ------------ | --- | -- | -- | -- | -- | -- | -- | --- |
| Japón        | 9   | 3  | 3  | 0  | 0  | 15 | 4  | 11  |
| Líbano       | 6   | 3  | 2  | 0  | 1  | 7  | 6  | 1   |
| Tayikistán   | 3   | 3  | 1  | 0  | 2  | 8  | 12 | -1  |
| China Taipéi | 0   | 3  | 0  | 0  | 3  | 7  | 15 | -8  |

| 25 de mayo de 2012 | Japón                              | 3 – 2 | Líbano                    | Al-Wasl Stadium, Dubái                                      |                                                             |
|                    | Kitahara 4' · Hoshi 4' · Henmi 40' | [http://www.the-afc.com/en/afc-futsal-championship-previous-results/afc-futsal-championship-2012-results-schedule.html?fixtureid=6535&stageid=247&tMode=C&view=ajax&show=matchsummary (enlace roto disponible en Internet Archive; véase el historial, la primera versión y la última). Reporte] | Abou-Zeid 5' · Kawsan 34' | Asistencia: 200 espectadores Árbitro(s): Christopher Colley | Asistencia: 200 espectadores Árbitro(s): Christopher Colley |

| 25 de mayo de 2012 | China Taipéi                                          | 4 – 6 | Tayikistán                                                                          | Al-Wasl Stadium, Dubái                                |                                                       |
|                    | Liu Chi-chao 4' · Chen Po-hao 11' · Chang Han 17' 23' | [http://www.the-afc.com/en/afc-futsal-championship-previous-results/afc-futsal-championship-2012-results-schedule.html?fixtureid=6536&stageid=247&tMode=C&view=ajax&show=matchsummary (enlace roto disponible en Internet Archive; véase el historial, la primera versión y la última). Reporte] | Nazarov 22' · Jumaev 25' · Dodkhudoev 34' · Yang Chao-hsun 35' (a.g.) · Ulmasov 40' | Asistencia: 96 espectadores Árbitro(s): Nurdin Bukuev | Asistencia: 96 espectadores Árbitro(s): Nurdin Bukuev |

| 26 de mayo de 2012 | Líbano                    | 3 – 2 | China Taipéi                         | Al-Wasl Stadium, Dubái                                      |                                                             |
|                    | Takaji 3' 25' · Kawsan 6' | [http://www.the-afc.com/en/afc-futsal-championship-previous-results/afc-futsal-championship-2012-results-schedule.html?fixtureid=6537&stageid=247&tMode=C&view=ajax&show=matchsummary (enlace roto disponible en Internet Archive; véase el historial, la primera versión y la última). Reporte] | Pan Wen-chieh 15' · Liu Chi-chao 17' | Asistencia: 150 espectadores Árbitro(s): Mohammad Al-Haddad | Asistencia: 150 espectadores Árbitro(s): Mohammad Al-Haddad |

| 26 de mayo de 2012 | Tayikistán     | 1 – 6 | Japón                                                    | Al-Wasl Stadium, Dubái                                  |                                                         |
|                    | Mamedbabaev 5' | [http://www.the-afc.com/en/afc-futsal-championship-previous-results/afc-futsal-championship-2012-results-schedule.html?fixtureid=6538&stageid=247&tMode=C&view=ajax&show=matchsummary (enlace roto disponible en Internet Archive; véase el historial, la primera versión y la última). Reporte] | Komiyama 1' · Murakami 4' 11' · Inaba 9' 25' · Henmi 37' | Asistencia: 100 espectadores Árbitro(s): Vahid Arzpeima | Asistencia: 100 espectadores Árbitro(s): Vahid Arzpeima |

| 27 de mayo de 2012 | Japón                                                        | 6 – 1 | China Taipéi  | Al-Wasl Stadium, Dubái                                |                                                       |
|                    | Henmi 11' 21' · Komiyama 28' · Kogure 31' 33' · Murakami 35' | [http://www.the-afc.com/en/afc-futsal-championship-previous-results/afc-futsal-championship-2012-results-schedule.html?fixtureid=6539&stageid=247&tMode=C&view=ajax&show=matchsummary (enlace roto disponible en Internet Archive; véase el historial, la primera versión y la última). Reporte] | Lo Chih-an 6' | Asistencia: 80 espectadores Árbitro(s): Kim Jang-kwan | Asistencia: 80 espectadores Árbitro(s): Kim Jang-kwan |

| 27 de mayo de 2012 | Tayikistán     | 1 – 2 | Líbano               | Al-Shabab Stadium, Dubái                           |                                                    |
|                    | Mamedbabaev 9' | [http://www.the-afc.com/en/afc-futsal-championship-previous-results/afc-futsal-championship-2012-results-schedule.html?fixtureid=6540&stageid=247&tMode=C&view=ajax&show=matchsummary (enlace roto disponible en Internet Archive; véase el historial, la primera versión y la última). Reporte] | Takaji 1' · Atwi 30' | Asistencia: 91 espectadores Árbitro(s): Rey Ritaga | Asistencia: 91 espectadores Árbitro(s): Rey Ritaga |

### Grupo C
| Equipo        | Pts | PJ | PG | PE | PP | GF | GC | Dif |
| ------------- | --- | -- | -- | -- | -- | -- | -- | --- |
| Irán          | 9   | 3  | 3  | 0  | 0  | 31 | 1  | 30  |
| Australia     | 6   | 3  | 2  | 0  | 1  | 9  | 10 | -1  |
| Catar         | 3   | 3  | 1  | 0  | 2  | 7  | 14 | -7  |
| Corea del Sur | 0   | 3  | 0  | 0  | 3  | 4  | 26 | -22 |

| 25 de mayo de 2012 | Australia                   | 3 – 1 | Catar      | Al-Shabab Stadium, Dubái                              |                                                       |
|                    | Zeballos 4' 29' · Gómez 39' | [http://www.the-afc.com/en/afc-futsal-championship-previous-results/afc-futsal-championship-2012-results-schedule.html?fixtureid=6542&stageid=247&tMode=C&view=ajax&show=matchsummary (enlace roto disponible en Internet Archive; véase el historial, la primera versión y la última). Reporte] | Yousuf 38' | Asistencia: 250 espectadores Árbitro(s): Marc Birkett | Asistencia: 250 espectadores Árbitro(s): Marc Birkett |

| 25 de mayo de 2012 | Irán | 14 – 1 | Corea del Sur   | Al-Shabab Stadium, Dubái                                    |                                                             |
|                    | Esmaeilpour 7' · Taheri 11' · Hassanzadeh 11' 12' 33' · Javid 15' 17' 27' · Keshavarz 23' 29' · Asghari 29' 39' · Tayyebi 31' · Jeong Eui-hyun 36' (a.g.) | [http://www.the-afc.com/en/afc-futsal-championship-previous-results/afc-futsal-championship-2012-results-schedule.html?fixtureid=6541&stageid=247&tMode=C&view=ajax&show=matchsummary (enlace roto disponible en Internet Archive; véase el historial, la primera versión y la última). Reporte] | Seo Dae-yun 30' | Asistencia: 728 espectadores Árbitro(s): Mohammad Al-Haddad | Asistencia: 728 espectadores Árbitro(s): Mohammad Al-Haddad |

| 26 de mayo de 2012 | Corea del Sur | 0 – 6 | Australia                                                                | Al-Shabab Stadium, Dubái                            |                                                     |
|                    |               | [http://www.the-afc.com/en/afc-futsal-championship-previous-results/afc-futsal-championship-2012-results-schedule.html?fixtureid=6543&stageid=247&tMode=C&view=ajax&show=matchsummary (enlace roto disponible en Internet Archive; véase el historial, la primera versión y la última). Reporte] | Fernando 15' 19' · Seeto 22' · Fogarty 25' · Giovenali 33' · Spathis 40' | Asistencia: 54 espectadores Árbitro(s): Zhang Youze | Asistencia: 54 espectadores Árbitro(s): Zhang Youze |

| 26 de mayo de 2012 | Catar | 0 – 8 | Irán                                                                                         | Al-Shabab Stadium, Dubái                                   |                                                            |
|                    |       | [http://www.the-afc.com/en/afc-futsal-championship-previous-results/afc-futsal-championship-2012-results-schedule.html?fixtureid=6544&stageid=247&tMode=C&view=ajax&show=matchsummary (enlace roto disponible en Internet Archive; véase el historial, la primera versión y la última). Reporte] | Taheri 1' · Keshavarz 2' · Tayyebi 15' 37' · Ahmadi 18' · Shamsaei 23' 31' · Hassanzadeh 29' | Asistencia: 300 espectadores Árbitro(s): Yasukazu Nobumoto | Asistencia: 300 espectadores Árbitro(s): Yasukazu Nobumoto |

| 27 de mayo de 2012 | Irán                                                                                               | 9 – 0 | Australia | Al-Wasl Stadium, Dubái                                |                                                       |
|                    | Taheri 11' 22' · Shamsaei 13' 40' · Hassanzadeh 14' 33' · Bahadori 16' · Tayyebi 29' · Asghari 37' | [http://www.the-afc.com/en/afc-futsal-championship-previous-results/afc-futsal-championship-2012-results-schedule.html?fixtureid=6545&stageid=247&tMode=C&view=ajax&show=matchsummary (enlace roto disponible en Internet Archive; véase el historial, la primera versión y la última). Reporte] |           | Asistencia: 600 espectadores Árbitro(s): Marc Birkett | Asistencia: 600 espectadores Árbitro(s): Marc Birkett |

| 27 de mayo de 2012 | Catar                                                                            | 6 – 3 | Corea del Sur                                             | Al-Shabab Stadium, Dubái                              |                                                       |
|                    | Khalifa 7' · Mohssein 21' · Bilal 24' · Yousuf 29' · Al-Sabah 33' · Mohammed 40' | [http://www.the-afc.com/en/afc-futsal-championship-previous-results/afc-futsal-championship-2012-results-schedule.html?fixtureid=6546&stageid=247&tMode=C&view=ajax&show=matchsummary (enlace roto disponible en Internet Archive; véase el historial, la primera versión y la última). Reporte] | Mohammed 12' (a.g.) · Kim Min-kuk 36' · Kim Jeong-nam 38' | Asistencia: 56 espectadores Árbitro(s): Mohamad Chami | Asistencia: 56 espectadores Árbitro(s): Mohamad Chami |

### Grupo D
| Equipo     | Pts | PJ | PG | PE | PP | GF | GC | Dif |
| ---------- | --- | -- | -- | -- | -- | -- | -- | --- |
| Kuwait     | 7   | 3  | 2  | 1  | 0  | 15 | 4  | 11  |
| Uzbekistán | 7   | 3  | 2  | 1  | 0  | 12 | 3  | 9   |
| China      | 3   | 3  | 1  | 0  | 2  | 6  | 9  | -3  |
| Indonesia  | 0   | 3  | 0  | 0  | 3  | 6  | 23 | -17 |

| 25 de mayo de 2012 | Uzbekistán  | 1 – 1 | Kuwait             | Al-Shabab Stadium, Dubái                                |                                                         |
|                    | Irsaliev 9' | [http://www.the-afc.com/en/afc-futsal-championship-previous-results/afc-futsal-championship-2012-results-schedule.html?fixtureid=6547&stageid=247&tMode=C&view=ajax&show=matchsummary (enlace roto disponible en Internet Archive; véase el historial, la primera versión y la última). Reporte] | Sviridov 6' (a.g.) | Asistencia: 250 espectadores Árbitro(s): Naoki Miyatani | Asistencia: 250 espectadores Árbitro(s): Naoki Miyatani |

| 25 de mayo de 2012 | Indonesia                | 2 – 5 | China                                                         | Al-Shabab Stadium, Dubái                                 |                                                          |
|                    | Tamimy 20' · Handoyo 35' | [http://www.the-afc.com/en/afc-futsal-championship-previous-results/afc-futsal-championship-2012-results-schedule.html?fixtureid=6548&stageid=247&tMode=C&view=ajax&show=matchsummary (enlace roto disponible en Internet Archive; véase el historial, la primera versión y la última). Reporte] | Hu Jie 18' 40' · Zhao Liang 26' · Deng Tao 29' · Cong Lin 32' | Asistencia: 91 espectadores Árbitro(s): Husein Khalaileh | Asistencia: 91 espectadores Árbitro(s): Husein Khalaileh |

| 26 de mayo de 2012 | Kuwait                                                                             | 9 – 3 | Indonesia                             | Al-Shabab Stadium, Dubái                                          |                                                                   |
|                    | Al-Wadi 6' 26' 35' · Al-Taweel 10' 13' 24' 33' · S. Al-Mutairi 12' · F. Haidar 36' | [http://www.the-afc.com/en/afc-futsal-championship-previous-results/afc-futsal-championship-2012-results-schedule.html?fixtureid=6549&stageid=247&tMode=C&view=ajax&show=matchsummary (enlace roto disponible en Internet Archive; véase el historial, la primera versión y la última). Reporte] | Handoyo 3' · Saptaji 28' · Balfas 38' | Asistencia: 104 espectadores Árbitro(s): Rey Ritaga (Philippines) | Asistencia: 104 espectadores Árbitro(s): Rey Ritaga (Philippines) |

| 26 de mayo de 2012 | China     | 1 – 2 | Uzbekistán                  | Al-Shabab Stadium, Dubái                               |                                                        |
|                    | Hu Jie 4' | [http://www.the-afc.com/en/afc-futsal-championship-previous-results/afc-futsal-championship-2012-results-schedule.html?fixtureid=6550&stageid=247&tMode=C&view=ajax&show=matchsummary (enlace roto disponible en Internet Archive; véase el historial, la primera versión y la última). Reporte] | Sviridov 19' · Irsaliev 36' | Asistencia: 200 espectadores Árbitro(s): Nurdin Bukuev | Asistencia: 200 espectadores Árbitro(s): Nurdin Bukuev |

| 27 de mayo de 2012 | Uzbekistán                                                                                                   | 9 – 1 | Indonesia    | Al-Wasl Stadium, Dubái                                   |                                                          |
|                    | Irsaliev 4' 13' · Elibaev 8' · Tajibaev 17' 31' · Abdumavlyanov 21' 37' · Khalmukhamedov 25' · Rakhmatov 40' | [http://www.the-afc.com/en/afc-futsal-championship-previous-results/afc-futsal-championship-2012-results-schedule.html?fixtureid=6551&stageid=247&tMode=C&view=ajax&show=matchsummary (enlace roto disponible en Internet Archive; véase el historial, la primera versión y la última). Reporte] | Wardhana 13' | Asistencia: 230 espectadores Árbitro(s): Alireza Sohrabi | Asistencia: 230 espectadores Árbitro(s): Alireza Sohrabi |

| 27 de mayo de 2012 | China | 0 – 5 | Kuwait                                                     | Al-Shabab Stadium, Dubái                                    |                                                             |
|                    |       | [http://www.the-afc.com/en/afc-futsal-championship-previous-results/afc-futsal-championship-2012-results-schedule.html?fixtureid=6552&stageid=247&tMode=C&view=ajax&show=matchsummary (enlace roto disponible en Internet Archive; véase el historial, la primera versión y la última). Reporte] | Al-Farsi 10' 16' 28' · S. Al-Mutairi 30' · Al-Mosabehi 40' | Asistencia: 200 espectadores Árbitro(s): Christopher Colley | Asistencia: 200 espectadores Árbitro(s): Christopher Colley |

## Fase final
|  | Cuartos de final  | Cuartos de final  |                   |           | Semifinales  | Semifinales  |  |  | Final             | Final |
|  |                   |                   |                   |           |              |              |  |  |                   |       |
|  | Dubái, 29 de mayo |                   |                   |           |              |              |  |  |                   |       |
|  |                   |                   |                   |           |              |              |  |  |                   |       |
|  | Tailandia         | 5                 |                   |           |              |              |  |  |                   |       |
|  | Tailandia         | 5                 | Dubái, 30 de mayo |           |              |              |  |  |                   |       |
|  | Líbano            | 3                 |                   |           |              |              |  |  |                   |       |
|  | Líbano            | 3                 | Tailandia         | 5         |              |              |  |  |                   |       |
|  | Dubái, 29 de mayo |                   | Tailandia         | 5         |              |              |  |  |                   |       |
|  |                   | Irán              | 4                 |           |              |              |  |  |                   |       |
|  | Irán (pr.)        | Irán              | 4                 | 6         |              |              |  |  |                   |       |
|  | Irán (pr.)        |                   | Dubái, 1 de junio | 6         |              |              |  |  |                   |       |
|  | Uzbekistán        | 3                 |                   |           |              |              |  |  |                   |       |
|  | Uzbekistán        | 3                 | Tailandia         | 1         |              |              |  |  |                   |       |
|  | Dubái, 29 de mayo |                   | Tailandia         | 1         |              |              |  |  |                   |       |
|  |                   | Japón             | 6                 |           |              |              |  |  |                   |       |
|  | Japón             | Japón             | 6                 | 1         |              |              |  |  |                   |       |
|  | Japón             | Dubái, 30 de mayo |                   | 1         |              |              |  |  |                   |       |
|  | Kirguistán        | 0                 |                   |           |              |              |  |  |                   |       |
|  | Kirguistán        | 0                 | Japón             | 3         | Tercer lugar | Tercer lugar |  |  |                   |       |
|  | Dubái, 29 de mayo |                   | Japón             | 3         |              |              |  |  |                   |       |
|  |                   | Australia         | 0                 |           |              |              |  |  |                   |       |
|  | Kuwait            | Australia         | 0                 | 2         | Irán         | 4            |  |  |                   |       |
|  | Kuwait            |                   |                   | 2         | Irán         | 4            |  |  |                   |       |
|  | Australia         | 3                 |                   | Australia | 0            |              |  |  |                   |       |
|  | Australia         | 3                 |                   |           | 0            |              |  |  |                   |       |
|  |                   |                   |                   |           |              |              |  |  | Dubái, 1 de junio |       |
|  |                   |                   |                   |           |              |              |  |  |                   |       |

## Campeón
| Bandera de Japón |
| Campeón Japón    |
| Segundo título   |

## Clasificados al Mundial
| - Australia - Irán | - Japón - Tailandia |